# Number 1 Record
Number 1 Record (eg. #1 Record) är ett musikalbum av den amerikanska musikgruppen Big Star. Det var gruppens debutalbum och lanserades 1972 på det lilla Memphis-baserade skivbolaget Ardent Records. Majoriteten av skivans låtar skrevs av Alex Chilton och Chris Bell tillsammans. Skivan anses vara ett typexempel på powerpop.
Albumet fick mestadels ett varmt mottagande av musikkritikerna, men lyckades inte nå ut till den breda publiken då skivbolaget misslyckades med distributionen. Albumet har senare uppmärksammats mer och blev 2003 listat som #438 i Rolling Stones lista The 500 Greatest Albums of All Time. Albumets låt "Thirteen" listades av samma magasin som #396 på listan The 500 Greatest Songs of All Time.

## Låtlista
Sida 1
1. "Feel" – 3:34
2. "The Ballad of El Goodo" – 4:21
3. "In the Street" – 2:55
4. "Thirteen" – 2:34
5. "Don't Lie to Me" – 3:07
6. "The India Song" (Andy Hummel) – 2:20

Sida 2
1. "When My Baby's Beside Me" – 3:22
2. "My Life Is Right" (Chris Bell/Tom Eubanks) – 3:07
3. "Give Me Another Chance" – 3:26
4. "Try Again" – 3:31
5. "Watch the Sunrise" – 3:45
6. "ST 100/6" – 1:01

- Låtar utan angiven upphovsman skrivna av Alex Chilton och Chris Bell.

## Medverkande
Big Star
- Chris Bell – gitarr, sång
- Alex Chilton – gitarr, sång
- Andy Hummel – basgitarr, sång
- Jody Stephens – trummor

Bidragande musiker
- Terry Manning – elektrisk piano, körsång

Produktion
- John Fry – musikproducent
- Larry Nix – mastering
- Carole Manning – omslagsdesign
- Ron Pekar – omslagskonst